# شامروك روفرز
نادي شامروك روفرز لكرة القدم (بالأيرلندية: Cumann Peile Ruagairí na Seamróige) و(بالإنكليزية: Shamrock Rovers Football Club) ناد كرة قدم أيرلندي يلعب في دوري الدرجة الممتازة الأيرلندي. تم تأسيس النادي في سنة 1901.